# Marco Onofrio
Marco Onofrio (n. 11 februarie 1971, Roma, Italia) este scriitor, eseist și critic literar italian. În 1995 a absolvit cu titlu onorific secția de literatura italiană contemporană de la Universitatea "Sapienza" din Roma susținând o lucrare despre poetul Dino Campana, lucrare care a fost distinsă cu premiul european "Eugenio Montale" în 1996. 
Se ocupă de literatura italiană modernă și contemporană, îndeosebi de autorii din secolul XX. Studiază de mulți ani raportul scriitorilor italieni și străini cu orașul Roma precum și urmele pe care vizitele făcute de aceștia aici le-au lăsat în operele lor. Desfășoară în același timp și activități de critic literar îndreptate către descoperirile și valorizarea noilor propuneri editoriale. A publicat volume de poezii și proză, a scris zeci de prefețe și a publicat sute de articole și intervenții critice în diferite ziare italiene printre care "Il Messaggero", "Il Tempo", "Lazio Ieri e Oggi", "Studium", "Nuova Antologia", „La Voce romana”, „l’immaginazione”, „Orlando”. Printre lucrările de ficțiune se numără romanul experimental "Senza cuore" (Fără inimă - 2012, ISBN 978-88-96517-97-0), poveștile satirice reunite în volumul "La scuola degli idioti"  (Școala idioților - 2013, ISBN 978-88-6881-001-6) și romanul emoțional "Diario di un padre innamorato" (Jurnalul unui tată îndrăgostit- 2016, ISBN 978-88-311-2867-4) care se concentrează pe experiența părintească și este dedicat fiicei sale Valentina. 
Cu poemul dramatic „Emporium. Poemetto di civile indignazione” (Poem de indignare civilă) a anticipat – cu trei ani inaintea pamfletului „Indignați-vă!” a lui Stéphane Hessel – mișcarea ”indignaților” (http://marconofrioscrittore.wordpress.com/ Arhivat în 24 septembrie 2017, la Wayback Machine.). Inspirat de poemele filosofice din „Prezența lui Giano” muzicistul Marcello Appignani a compus piesele de pe albumul ”Natură vie cu oboi, chitară și violoncel”, produs de RAITrade în septembrie 2014. 

## Volume de studii și critică literară
- "Guido De Carolis. Pittura Luce Energia" (ISBN 978-88-87485-54-7)
- "Ungaretti e Roma" (Ungaretti și Roma - 2008; ISBN 978-88-87485-77-6)
- "Dentro del cielo stellare. La poesia orfica di Dino Campana" (2010; ISBN 978-88-96517-25-3)
- "Nello specchio del racconto. L’opera narrativa di Antonio Debenedetti" (2011; ISBN 978-88-96517-46-8)
- "Non possiamo non dirci romani. La Città Eterna nello sguardo di chi l’ha vista, vissuta e scritta" (2013; ISBN 978-88-98135-23-3)
- "Come dentro un sogno. La narrativa di Dante Maffìa tra realtà e surrealismo mediterraneo" (2014; ISBN 978-88-7351-764-1)
- "Giorgio Caproni e Roma" (2015; ISBN 978-88-98135-48-6)
- "Roma vince sempre. Scrittori Personaggi Storie Atmosfere" (2018; ISBN 978-88-98135-80-6).
- "I Castelli Romani nella penna degli scrittori" (2018; ISBN 978-88-96517-81-9).

## Volume de poezie
- "Squarci d’eliso" (2002; ISBN 9788881243136)
- "Autologia" (2005; ISBN 978-88-8124-562-8)
- "D’istruzioni" (2006; ISBN 978-88-8124-612-0)
- "Antebe. Romanzo d’amore in versi" (2007; ISBN 978-88-6004-102-9)
- "È giorno" (2007; ISBN 978-88-87485-63-9)
- "Emporium. Poemetto di civile indignazione" (2008; ISBN 978-88-87485-74-5)
- "La presenza di Giano" (2010; ISBN 978-88965-175-50)
- "Disfunzioni" (2011; ISBN 978-88-97139-09-6)
- "Ora è altrove" (2013; ISBN 978-88-7537-181-4)
- "Ai bordi di un quadrato senza lati" (2015; ISBN 978-88-98243-22-8)
- "La nostagia dell’infinito" (2016; ISBN 978-88-6881-103-7)
- "Suntem vii" (2018; ISBN 978-606-8807-23-2) antologia tradusă în limba română, trad. Simona Stancu, Iași